# Leptotroga ruficeps
Leptotroga ruficeps är en fjärilsart som beskrevs av George Francis Hampson 1896. Leptotroga ruficeps ingår i släktet Leptotroga och familjen nattflyn. Inga underarter finns listade i Catalogue of Life.